# Roosevelt Roberts
Roosevelt Roberts (Miami, 11 de fevereiro de 1994) é um lutador americano de artes marciais mistas, atualmente competindo na divisão leve do Ultimate Fighting Championship.

## Início
Roberts nasceu em Miami, Florida em 1994. Após sua mãe sair de casa por sofrer violência doméstica, Roberts começou a alternar entre morar com amigos e parentes. Roberts começou a roubar e vender drogas para se sustentar. Com isso, terminou em um centro correcional para menores de idade em San Francisco, Califórnia onde permaneceu por um ano. Roberts começou a mudar de vida aos 19 anos quando sua filha nasceu e ele começou a treinar MMA.

## Carreira no MMA

### Dana White's Contender Series
Roberts apareceu no reality Dana White's Contender Series em 21 de julho de 2018 enfrentando Garrett Gross. Ele venceu a luta por finalização no segundo round e foi contratado pelo UFC.

### Ultimate Fighting Championship
Roberts fez sua estreia no UFC em 30 de novembro de 2018 contra Darrell Horcher no The Ultimate Fighter: Heavy Hitters Finale. Ele venceu por finalização com uma guilhotina no primeiro round. A vitória lhe rendeu seu primeiro bônus de “Perfomance da Noite”, faturando $50.000 dólares.
Sua próxima luta veio em 27 de Abril de 2019 contra Thomas Gifford no UFC Fight Night: Jacaré vs. Hermansson. Ele venceu a luta por decisão unânime.
Roberts enfrentou Vinc Pichel em 29 de junho de 2019 no  UFC on ESPN: Ngannou vs. dos Santos. Ele perdeu por decisão unânime.
Roberts enfrentou Alexander Yakovlev em 9 de novembro de 2019 no UFC Fight Night: Zabit vs. Kattar. Ele venceu por decisão unânime.

## Cartel no MMA
| Cartel no MMA   |             |            |
| 13 lutas        | 10 vitórias | 3 derrotas |
| Por nocaute     | 3           | 0          |
| Por finalização | 5           | 2          |
| Por decisão     | 2           | 1          |

| Res.    | Cartel | Oponente           | Método                       | Evento                                     | Data       | Round | Tempo | Local                    | Notas                                        |
| ------- | ------ | ------------------ | ---------------------------- | ------------------------------------------ | ---------- | ----- | ----- | ------------------------ | -------------------------------------------- |
| Derrota | 10-3   | Kevin Croom        | Finalização (guilhotina)     | UFC Fight Night: Waterson vs. Hill         | 12/09/2020 | 1     | 0:31  | Las Vegas, Nevada        |                                              |
| Derrota | 10-2   | Jim Miller         | Finalização (chave de braço) | UFC on ESPN: Blaydes vs. Volkov            | 20/06/2020 | 1     | 2:25  | Las Vegas, Nevada        | Luta no Peso Casado (160 lbs).               |
| Vitória | 10-1   | Brok Weaver        | Finalização (mata-leão)      | UFC on ESPN: Woodley vs. Burns             | 30/05/2020 | 2     | 3:26  | Las Vegas, Nevada        |                                              |
| Vitória | 9-1    | Alexander Yakovlev | Decisão (unânime)            | UFC Fight Night: Zabit vs. Kattar          | 09/11/2019 | 3     | 5:00  | Moscou                   |                                              |
| Derrota | 8-1    | Vinc Pichel        | Decisão (unânime)            | UFC on ESPN: Ngannou vs. dos Santos        | 29/06/2019 | 3     | 5:00  | Minneapolis, Minnesota   |                                              |
| Vitória | 8-0    | Thomas Gifford     | Decisão (unânime)            | UFC Fight Night: Jacaré vs. Hermansson     | 27/04/2019 | 3     | 5:00  | Fort Lauderdale, Florida |                                              |
| Vitória | 7-0    | Darrell Horcher    | Finalização (guilhotina)     | The Ultimate Fighter: Heavy Hitters Finale | 30/11/2018 | 1     | 4:50  | Las Vegas, Nevada        | Estreia no UFC; Performance da Noite.        |
| Vitória | 6-0    | Garrett Gross      | Finalização (mata-leão)      | Dana White's Contender Series 15           | 31/07/2018 | 2     | 2:13  | Las Vegas, Nevada        |                                              |
| Vitória | 5-0    | Tommy Aaron        | Nocaute Técnico (socos)      | Bellator 192                               | 20/01/2018 | 1     | 1:28  | Inglewood, California    |                                              |
| Vitória | 4-0    | Shohei Yamamoto    | Nocaute Técnico (socos)      | CXF 9                                      | 19/08/2017 | 2     | 1:47  | Studio City, California  | Ganhou o cinturão peso leve interino do CXF. |
| Vitória | 3-0    | Dominic Clark      | Finalização (guilhotina)     | CXF 8                                      | 17/06/2017 | 1     | 1:47  | Burbank, California      |                                              |
| Vitória | 2-0    | Andrew Kauppila    | Nocaute Técnico (socos)      | KOTC: Groundbreaking                       | 06/05/2017 | 1     | 0:23  | San Jacinto, California  |                                              |
| Vitória | 1-0    | Michael Thomas     | Finalização (guilhotina)     | California Fight League 9                  | 22/10/2016 | 1     | 2:58  | Victorville, California  | Estreia nos Leves.                           |